# Du Wei
Dans ce nom chinois, le nom de famille, Du, précède le nom personnel.
Du Wei, né le 9 février 1982 à Luoyang, est un footballeur chinois capitaine de la sélection olympique qui évolue au poste de défenseur central. D'août à janvier 2005 il est prêté par son club de Shanghai Shenhua au Celtic FC où il ne dispute que 45 minutes lors de la débâcle à Clyde FC pour le premier match de Roy Keane.